# Башкирский красавец
«Башкирский красавец» — раннезимний сорт яблони домашней.

## Происхождение
В начале XIX века помещик, отставной капитан Сергей Евгеньевич Топорнин, пригласив архитектора из Франции, построил на берегу реки Белой в 70 км от Уфы усадьбу, возле которой  разбил сад. К концу XIX века сад находился во владении увлечённого садовода купца Иннокентия Михайловича Грибушина. В 1886 году он обновляет старый дворянский сад тремя сотнями новых саженцев, большую часть которых составляют два сорта неизвестного происхождения. Сам ли Грибушин нашёл или, выявил эти сорта в старом саду Топорниных, размножив их для своего нового сада, или же эти сорта уже давно имели хождение по местным садам, остается невыясненным. После революции дом и сад на Девичьей горе уцелели, а в 1926 году новой властью на его территории был организован опорно-помологический пункт Башнаркомзёма, ставший одним из основных селекционных центров на Южном Урале. 
В 1928 году посаженные И. М. Грибушиным сорта яблони описываются сотрудником станции Василием Стреляевым. Одному сорту дается название — «Башкирский красавец», вероятно по аналогии с распространённым в Среднем Поволжье сортом — «Акаевская красавица». Другому — «Сеянец титовки», за сходство со старинным сортом «Титовка».
Башкирский Красавец выделен в 1928 г. в с. Кушнаренково Башкирской АССР В. П. Стреляевым в Башкирском НИИ сельского хозяйства. Сорт включен в Госреестр.

## Распространение
Сорт распространён в Башкортостане, Татарстане, Марий Эл, Вологодской, Кировской, Оренбургской Московской и Самарской областях. В Башкортостане занимает около 25 % площади яблоневых насаждений.

## Характеристика сорта
Яблоня цветёт в средние сроки, самобесплодный. Лучшими опылителями яблони являются сорта антоновка, «Сеянец титовки», «Бузовьязовское». Плодоношение наступает на шестой год. Высокая урожайность (140—257 ц/га) и зимостойкость.
Среднерослое дерево с округлой формой средней густоты в молодом возрасте, широкопирамидальная в плодоносящем. Ветви дерева растут под углом близким к 90 град. к стволу. Кора гладкая, зеленовато-коричневого цвета. Тип плодовых образований — простые и сложные кольчатки, короткие и длинные плодовые прутики.
Цветки крупные, розоватые, мелкочашевидные. Колонка пестика длинная, слабо опушенные, рыльце выше пыльников. Плоды средние, весом 92-137 г, одномерные, ширококонические, гладкие, правильной формы. Осыпаемость плодов средняя. Плоды хранятся 130 дней, транспортабельность и товарность высокие. Сорт универсального назначения.
Вкус кисло-сладковатый, с особой горьковатой пряностью.

## Использование в селекции
Генотип сорта «Башкирский красавец» используется в селекционных программах. С его участием, путём скрещивания с сортом «Пепин Шафранный», создан сорт «Пепин Башкирский».